# ژول مندی
ژول مندی (انگلیسی: Jules Mendy؛ زادهٔ ۱۴ نوامبر ۱۹۹۴) بازیکن فوتبال اهل فرانسه است.